# Чорноризець Храбр
Чорноризець Храбр (болг. Черноризец Храбър) — болгарський письменник, послідовник слов'янських місіонерів Кирила і Мефодія, автор трактату «Про письмена», або «Сказаніє, яко состави святыи Кирил словінам письмена противу языку». У цьому трактаті він пропонує періодизацію розвитку слов'янської писемності. На першому етапі давні слов'яни користувалися «чертами» та «різами». Тут напевно йдеться не про алфавітне письмо, а про якісь умовні позначки. Другий етап — перехід до застосування фонетичного письма грецьким та латинським алфавітами. Храбр наголошує на труднощах застосування, бо ці абетки не мали позначення для всіх звуків, що є в слов'янських мовах, тобто слов'янська писемність, базована на грецькому алфавіті, вимагала реформування. Кирило і Мефодій допомогли завершити процес її формування, тому третій етап і становила їхня просвітницька діяльність.

## Трактат «Про письмена»
«Про письмена» (давньоболгарською мовою: Ὀ писмѐнёхь) — єдиний збережений полемічний твір Чорноризця Храбра, написаний, імовірно, наприкінці 9 століття, близько 893 року. Передбачають, що спочатку твір було написано глаголицею. Сьогодні збереглося понад сто примірників, найраніший з яких — 1348 р., у так званому Лаврентьєвському (Івано-Александровському) збірнику. Через велику хронологічну різницю між копіями та збереженим оригіналом важко визначити, які частини твору є варіаціями, отриманими під час створення копій, а які є пізнішою інтерполяцією.
Трактат «Про письмена» у формі друкованого тексту уперше з’явився в так званому «Острозькому букварі» Івана Федорова (Остріг, 1578); вдруге надруковано також в букварі (Вільно, 1621). Проте при публікації тексту ім’я автора не було відоме, оскільки назва була описовою: «Сказання, як святий Кирило Філософ склав азбуку для слов’янської мови і перевів книги з грецької на слов’янську мову». Протягом 17-18 століть текст трактату неодноразово перевидавався, але в одній і тій же анонімній редакції.
Ім'я Чорнорізца Храбра встановив К. Ф. Калайдович, знайшовши так званий «Лаврентієвський збірник» (болгарський рукопис 1348 р., часів царя Івана-Олександра), де виявив більш давню редакцію твору під навою «О писменехь чръноризца храбра». Калайдович опублікував його у своїй книзі «Иоанн, экзарх Болгарский» (М., 1824) з палеографічними фотографіями.
Ймовірним приводом для створення твору став Преславський церковно-народний собор 893 р., на якому було офіційно узаконено слов’янську абетку та слов’яно-болгарську літературну мову в богослужінні та діяльності державних установ, а Симеон був коронований після звільнення від чернечого постригу.

## Наукові суперечки щодо особистості Чорноризця Храбра
Більшість болгарських вчених сходяться на думці, що Чорноризець Храбр — це псевдонім. Однак в питанні про те, кому належить це прізвисько, немає одностайності. Довгий час найбільшою популярністю користувалася теза, що під іменем Чорноризець Храбр ховався цар Симеон Великий.
Однак останнім часом багато вчених і громадських діячів вважають, що під цим псевдонімом скоріше ховається Костянтин Преславський, тим більше, що його стиль («Проголошення до Євангелія») досить близький до стилю «Про письмена»; крім того, він сам має відповідний духовний сан (вікарний єпископ Преславський), а слово «чорноризець» зазвичай означає «монах» або «духовна особа».
Існує також концепція, згідно з якою Чорноризець Храбр є абсолютно незалежною особою, яка не має нічого спільного ні з царем Симеоном, ні з кимось із учнів св. Кирила і Мефодія. Ймовірно, Чорноризець Храбр працював у Преславскій книжній школі в кінці IX — початку X століть. 
Існує ймовірність, що під цим ім’ям/псевдонімом вказано не автора трактату «Про письмена», а невідомий автор твору з назвою «Про письмена Чорноризця Храбра» і що в трактаті йдеться про письмена Костянтина-Кирила Філософа. Він створив письмена, захищав їх «хоробро», наприклад перед римським папою, засуджуючи тримовну єресь, і помер монахом, тобто «чорноризцем».
Суперечки про особу Чорноризця Храбра тривають досі.